# Pierre Lée (Appeville)
La Pierre Lée est un vestige mégalithique situé sur le territoire de la commune française d'Appeville, dans le département de la Manche, en région Normandie.

## Historique
En 1833, lors de fouille on a découvert des crânes humains.

## Description
La Pierre Lée est une dalle de pierre qui mesure 2,40 mètres de longueur sur 2,20 mètres de largeur et de 0,40 à 0,80 mètre d'épaisseur. Sa nature mégalithique est inconnue mais, selon Léon Coutil, il pourrait s'agir des vestiges d'un dolmen.